# Danh sách hiệu kỳ tại Zambia
Dưới đây là danh sách các loại cờ từng được dùng làm cờ hiệu của các tổ chức chính trị - xã hội cấp quốc gia tại Zambia tồn tại trong lịch sử, được các tài liệu độc lập và có uy tín ghi nhận:

### Quốc kỳ
| Cờ | Thời điểm       | Sử dụng        | Mô tả |
| -- | --------------- | -------------- | --- |
|    | Từ 1964 đến nay | Quốc kỳ Zambia | Một lá cờ xanh đậm với một chú đại bàng màu cam đang bay trên một khối hình chữ nhật có ba sọc dọc được tô từ trái sang phải bằng màu đỏ, đen và cam. |

### Hiệu kỳ tổng thống
| Cờ | Thời điểm       | Sử dụng                   | Mô tả                                  |
| -- | --------------- | ------------------------- | -------------------------------------- |
|    | Từ 1964 đến nay | Hiệu kỳ Tổng thống Zambia | Một lá cờ màu cam với quốc huy ở giữa. |

### Cờ quân đội
| Cờ | Thời điểm     | Sử dụng                          | Mô tả                                                                           |
| -- | ------------- | -------------------------------- | ------------------------------------------------------------------------------- |
|    | 1964–Hiện tại | Cờ của Sở Cảnh sát Zambia        | a blue field with the national flag in the canton and the emblem of the police. |
|    | 1964–Hiện tại | Cờ của Không quân Zambia         | a light blue field with The Zambia Air Force roundel in the center.             |
|    | 1964–Hiện tại | Cờ hiệu Không quân Dân sự Zambia | a light blue field with The Zambia civil air roundel in the center.             |